# Французько-косовські відносини
Відносини Республіки Косово та Франції стосуються двосторонніх відносин між Францією та Косова.
Коли Косово 17 лютого 2008 року проголосило незалежність від Сербії, Франція стала однією з перших країн, які офіційно оголосили про визнання суверенного Косова. У Приштині є посольство Франції. Косово має посольство в Парижі. Дві країни користуються дуже добрими і дружніми відносинами.

## Політичні відносини
Протягом багатьох років Франція відігравала важливу роль у пошуку вирішення питання про статус Косова. Відповідно, міністр закордонних та європейських справ Франції Бернар Кушнер був першим спеціальним представником ООН Генерального секретаря з питань Косова, коли Організація Об'єднаних Націй у червні 1999 року взяла від Сербії адміністрацію території. Ця участь, як цивільна, так і військова, триває з тих пір, сприяючи демократизації, дотриманню прав усіх громад, особливо спільноти Сербії, нині вже меншості, та зближенню Європи. Присутність Франції залишається досить значною в рамках ЮНМІК та КФОР, з понад 2000 солдатів із загальної кількості 16 000 (тобто другий за величиною контингент).
З політичної точки зору, як член Контактної групи, Франція відіграла ключову роль у переговорах щодо статусу Косова та в рамках Європейського Союзу досягти консенсусу щодо розміщення місії EULEX. Пан Бернард Кушнер брав активну участь у пошуку угоди, переказуючи дії президента Франції, який запропонував під час саміту G8 у липні 2008 року про призначення трійки, яка мала на меті відновити завершальну фазу переговорів між Белградом та Приштиною в серпні 2007 року. Зокрема, міністр пішов до двох сторін в липні 2007 року, до отримання свого сербського колеги і переговорної команди Косова (президент, прем'єр-міністр і керівники основних партій) в Парижі в листопаді, щоб спонукати їх до компромісу .
Навчаючись уроку з неможливості досягти переговорного рішення, Франція визнала незалежність Косова 18 лютого.
Франція має намір продовжувати свої дії, сприяючи стабільності на Балканах та розвитку Косова. Французький контингент КФОР, доручений безпеці країни, буде підтримуватися. КФОР очолював французький генерал Ксав'є Бут де Марнах до вересня 2008 р. Франція направить великий контингент поліцейських, суддів, судових експертів, працівників тюремних та митних служб до місії EULEX, яку очолить один із його співвітчизників, пан Ів де Кермабон. Нарешті, Франція продовжить своє залучення до Міжнародної керівної групи, на яку покладено обов'язок стежити за виконанням положень плану Ахтісаари.

## Військові стосунки
Франція брала участь у бомбардуванні НАТО Югославією в 1999 році, в результаті якого Косово здійснювало адміністрацію ООН, а потім і незалежність. Франція в даний час 1368 військовослужбовців в Косові миротворців в НАТО під керівництвом Сили для Косова. Спочатку в СДК було 7000 французьких військ. Марсель Валентин був 6-м командувачем КФОР з 3 жовтня 2001 року по 4 жовтня 2002 року. Ів де Кермабон був 9-м командувачем КФОР з 1 вересня 2004 року по 1 вересня 2005 року. Ксав'є де Марнах був 12-м командувачем КФОР з 31 серпня 2007 по 29 серпня 2008 року.